# فهرست فیلسوفان اگزیستانسیالیست

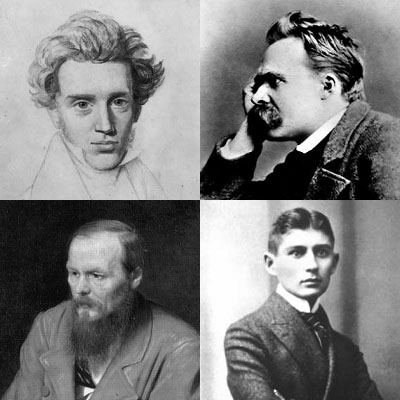
بسیاری از بنیان‌گذاران اگزیستانسیالیسم پیشینه‌های متنوعی دارند (در جهت عقربه‌های ساعت از بالا سمت چپ): سورن کی‌یرکگور دانمارکی که یک الهی‌دان بود، فریدریش نیچه آلمانی که یک دانشگاهی ضدنظام بود، فرانتس کافکا چک یک نویسنده داستان کوتاه و ارزیاب بیمه، و فیودور داستایفسکی روسی که رمان‌نویس بود.

فهرست فیلسوفان اگزیستانسیالیست (انگلیسی: List of existentialists) شامل نام افرادی است با پیشینه‌های متنوع که با فلسفه اگزیستانسیالیسم درگیر بوده‌اند. این افراد ممکن است فیلسوف، رمان‌نویس، روان‌شناس، الهی‌دان، وکیل، نویسنده، شاعر یا سیاستمدار
اگزیستانسیالیسم جنبشی در درون فلسفه قاره‌ای است که در اواخر قرن ۱۹ و ۲۰ شکل گرفت. به عنوان یک مکتب فلسفی، برخی از فیلسوفان مانند مارتین هایدگر ارتباط خود با اگزیستانسیالیسم را رد کردند، و برخی نیز که فیلسوف نیستند مانند داستایوفسکی نویسنده، یا پل تیلیش الی‌دان نیز آن را رد کرده‌اند. اگزیستانسیالیسم به چندین جنبش در فلسفه قاره‌ای از جمله پدیدارشناسی، نیهیلیسم، ابسوردیسم و پست‌مدرنیسم مربوط می‌شود.
| نام                | زندگی                            | ملیت                       | پیشه                                       |
| ------------------ | -------------------------------- | -------------------------- | ------------------------------------------ |
| نیکولا آبگنانو     | ۱۵ ژوئیه ۱۹۰۱ – ۹ سپتامبر ۱۹۹۰   | ایتالیا                    | فیلسوف                                     |
| گونزالو آرانگو     | ۱۸ ژانویه ۱۹۳۱ – ۲۵ سپتامبر ۱۹۷۶ | کلمبیا                     | فیلسوف                                     |
| هانا آرنت          | ۱۴ اکتبر ۱۹۰۶ – ۴ دسامبر ۱۹۷۵    | آلمان                      | فیلسوف                                     |
| عبدالرحمن بدوی     | ۱۷ فوریه ۱۹۱۷ – ۲۵ ژوئیه ۲۰۰۲    | مصر                        | فیلسوف                                     |
| هیزل بارنز         | ۱۶ دسامبر ۱۹۱۵ – ۱۸ مارس ۲۰۰۸    | ایالات متحده               | فیلسوف، نویسنده                            |
| کارل بارت          | ۱۰ مه ۱۸۸۶ – ۱۰ دسامبر ۱۹۶۸      | سوییس                      | الهی‌دان                                    |
| نیکلای بردیایف     | ۱۸ مارس ۱۸۷۴ – ۲۵ مارس ۱۹۴۸      | روسیه                      | الهی‌دان، فیلسوف                            |
| استیو بیکو         | ۱۸ دسامبر ۱۹۴۶ – ۱۲ سپتامبر ۱۹۷۷ | آفریقای جنوبی              | فعال مدنی                                  |
| مارتین بوبر        | ۸ فوریه ۱۸۷۸ – ۱۳ ژوئن ۱۹۶۵      | آلمان                      | الهی‌دان                                    |
| رودولف بولتمان     | ۲۰ اگوست ۱۸۸۴–۳۰ ژوئیه ۱۹۷۶      | آلمان                      | الهی‌دان                                    |
| دینو بوتزاتی       | ۱۶ اکتبر ۱۹۰۶ – ۲۸ ژانویه ۱۹۷۲   | ایتالیا                    | نویسنده                                    |
| آلبر کامو          | ۷ نوامبر ۱۹۱۳ – ۴ ژانویهٔ ۱۹۶۰    | فرانسه                     | فیلسوف، نویسنده                            |
| جین ولش کارلایل    | ۱۴ ژوئیه ۱۸۰۱ – ۲۱ آوریل ۱۸۶۶    | انگلستان                   | مقاله‌نویس                                  |
| توماس کارلایل      | ۴ دسامبر ۱۷۹۵ – ۵ فوریهٔ ۱۸۸۱     | انگلستان                   | نویسنده، مورخ                              |
| امیل چوران         | ۸ آوریل ۱۹۱۱ – ۲۰ ژوئن ۱۹۹۵      | رومانی                     | فیلسوف، مقاله‌نویس                          |
| سیمون دو بووار     | ۹ ژانویه ۱۹۰۸ – ۱۴ آوریل ۱۹۸۶    | فرانسه                     | فیلسوف، انسان‌شناس                          |
| والتر ای. دیویس    | ۹ نوامبر ۱۹۴۲ –                  | ایالات متحده               | فیلسوف، نمایشنامه‌نویس، منتقد فرهنگی        |
| فیودور داستایفسکی  | ۱۱ نوامبر ۱۸۲۱ – ۹ فوریهٔ ۱۸۸۱    | روسیه                      | رمان‌نویس                                   |
| ویلیام ای. ارل     | ۱۹۱۹ – ۱۶ اکتبر ۱۹۸۸             | ایالات متحده               | فیلسوف                                     |
| رالف الیسون        | ۱ مارس ۱۹۱۴ – ۱۶ آوریل ۱۹۹۴      | ایالات متحده               | رمان‌نویس                                   |
| فرانتس فانون       | ۲۰ ژوئیه ۱۹۲۵ – ۶ دسامبر ۱۹۶۱    | فرانسه (مارتینیک)، الجزایر | فیلسوف، انسان‌شناس، روان‌پزشک                |
| ویلم فلاسر         | ۱۲ مه ۱۹۲۰ – ۲۷ نوامبر ۱۹۹۱      | چکسلواکی                   | فیلسوف                                     |
| بنژامن فوندان      | ۱۴ نوامبر ۱۸۹۸ – ۲ اکتبر ۱۹۴۴    | رومانی                     | نویسنده، شاعر، کارگردان سینما              |
| جیمز آنتونی فرود   | ۲۳ آوریل ۱۸۱۸ –۲۰ اکتبر ۱۸۹۴     | انگلستان                   | مورخ                                       |
| آلبرتو جاکومتی     | ۱۰ اکتبر ۱۹۰۱ – ۱۱ ژانویه ۱۹۶۶   | سوییس                      | هنرمند                                     |
| جوزاس گیرنیوس      | ۱۹۱۵ – ۱۹۹۴                      | لیتوانی                    | فیلسوف                                     |
| فرناندو گونزالس    | ۲۴ آوریل ۱۸۹۵ –۱۶ فوریه ۱۹۶۴     | کلمبیا                     | فیلسوف، وکیل                               |
| لویس گوردون        | ۱۹۶۲ –                           | ایالات متحده               | فیلسوف                                     |
| مارتین هایدگر      | ۲۶ سپتامبر ۱۸۸۹ – ۲۶ مه ۱۹۷۶     | آلمان                      | فیلسوف                                     |
| ادموند هوسرل       | ۸ آوریل ۱۸۵۹ –۲۶ آوریل ۱۹۳۸      | اطریش، آلمان               | فیلسوف                                     |
| نائه یونسکو        | ۱۶ ژوئن ۱۸۹۰ –۱۵ مارس ۱۹۴۰       | رومانی                     | فیلسوف، ریاضی‌دان                           |
| اوژن یونسکو        | ۲۶ نوامبر ۱۹۰۹ – ۲۸ مارس ۱۹۹۴    | رومانی                     | نمایش‌نامه‌نویس، مقاله‌نویس                   |
| ویلیام جیمز        | ۱۱ ژانویه ۱۸۴۲ – ۲۶ اوت ۱۹۱۰     | ایالات متحده               | فیلسوف، روان‌شناس                           |
| کارل یاسپرس        | ۲۳ فوریه ۱۸۸۳ – ۲۶ فوریه ۱۹۶۹    | آلمان                      | فیلسوف                                     |
| فرانتس کافکا       | ۳ ژوئیهٔ ۱۸۸۳ – ۳ ژوئن ۱۹۲۴       | اطریش-لهستان (بوهمیا)      | رمان‌نویس                                   |
| والتر کافمن        | ۱ ژوئیه ۱۹۲۱–۴ سپتامبر ۱۹۸۰      | ایالات متحده               | فیلسوف                                     |
| سورن کی‌یرکگور      | ۵ مه ۱۸۱۳ – ۱۱ نوامبر ۱۸۵۵       | دانمارک                    | الهی‌دان، فیلسوف، نویسنده                   |
| لادیسلاو کلیما     | ۸ اوت ۱۸۷۸ – ۱۹ آوریل ۱۹۲۸       | چکسلواکی                   | فیلسوف، رمان‌نویس                           |
| امانوئل لویناس     | ۱۲ ژانویه ۱۹۰۶ – ۲۵ دسامبر ۱۹۹۵  | لیتوانی، فرانسه            | الهی‌دان، فیلسوف                            |
| جان مک‌کواری        | ۲۷ ژوئن ۱۹۱۹ – ۲۸ مه ۲۰۰۷        | انگلستان                   | الهی‌دان                                    |
| ویتاوتاس ماچرنیس   | ۵ ژوئن ۱۹۲۱ – ۷ اکتبر ۱۹۴۴       | لیتوانی                    | شاعر                                       |
| نجیب محفوظ         | ۱۱ دسامبر ۱۹۱۱ – ۳۰ اوت ۲۰۰۶     | مصر                        | رمان‌نویس                                   |
| گابریل مارسل       | ۷ دسامبر ۱۸۸۹ – ۸ اکتبر ۱۹۷۳     | فرانسه                     | الهی‌دان، فیلسوف                            |
| موریس مرلو-پونتی   | ۱۴ مارس ۱۹۰۸ – ۳ مه ۱۹۶۱         | فرانسه                     | فیلسوف                                     |
| فریدریش نیچه       | ۱۵ اکتبر ۱۸۴۴ – ۲۵ اوت ۱۹۰۰      | آلمان                      | فیلسوف                                     |
| خوزه ارتگا یی گاست | ۹ مهٔ ۱۸۸۳ – ۱۸ اکتبر ۱۹۵۵        | اسپانیا                    | فیلسوف                                     |
| ویکتور پتروف       | ۱۰ اکتبر ۱۸۹۴ – ۸ ژوئن ۱۹۶۹      | اوکراین                    | رمان‌نویس، انسان‌شناس                        |
| فرانتس رزنتسوایگ   | ۲۵ دسامبر ۱۸۸۶ – ۱۰ دسامبر ۱۹۲۹  | آلمان                      | الهی‌دان، فیلسوف                            |
| ژان-پل سارتر       | ۲۱ ژوئن ۱۹۰۵ – ۱۵ آوریل ۱۹۸۰     | فرانسه                     | فیلسوف، رمان‌نویس، فعال مدنی                |
| آئوس شاکرا         | ۲۲ آوریل ۱۹۰۸ – ۱ آوریل ۱۹۹۲     | فلسطین                     | ساستمدار، فیلسوف                           |
| لف شستوف           | ۱۲ فوریهٔ ۱۸۶۶ – ۱۹ نوامبر ۱۹۳۸   | روسیه، فرانسه              | فیلسوف                                     |
| جوزف بی. سولوویچیک | ۲۷ فوریه ۱۹۰۳ –۹ آوریل ۱۹۹۳      | ایالات متحده               | خاخام                                      |
| پل تیلیش           | ۲۰ اوت ۱۸۸۶ – ۲۲ اکتبر ۱۹۶۵      | ایالات متحده، آلمان        | الهی‌دان، فیلسوف                            |
| ریک ترنر           | ۲۵ سپتامبر ۱۹۴۲ – ۸ ژانویه ۱۹۸۷  | آفریقای جنوبی              | فیلسوف                                     |
| میگل د اونامونو    | ۲۹ سپتامبر ۱۸۶۴ – ۳۱ دسامبر ۱۹۳۶ | اسپانیا                    | رمان‌نویس، مقاله‌نویس، فیلسوف، نمایشنامه‌نویس |
| جان دنیل وایلد     | ۱۰ آوریل ۱۹۰۲ – ۲۳ اکتبر ۱۹۷۳    | ایالات متحده               | فیلسوف                                     |
| کالین ویلسون       | ۲۶ ژوئن ۱۹۳۱ – ۵ دسامبر ۲۰۱۳     | انگلستان                   | نویسنده                                    |
| ریچارد رایت        | ۴ سپتامبر ۱۹۰۸ – ۲۸ نوامبر ۱۹۶۰  | ایالات متحده               | نویسنده                                    |
| پیتر وسل زاپفه     | ۱۸ دسامبر ۱۸۹۹ –۱۲ اکتبر ۱۹۹۰    | نروژ                       | فیلسوف                                     |
| اقبال لاهوری       | ۹ نوامبر ۱۸۷۷ – ۲۱ آوریل ۱۹۳۸    | پاکستان                    | فیلسوف، نویسنده، شاعر، سیاستمدار           |
| زاخاری بلوک        | ۳ اکتبر ۱۹۹۶ –                   | ایالات متحده               | فیلسوف                                     |

## فیلسوفان پیشااگزیستانسیالیست
متفکرانی که قبل از ظهور اگزیستانسیالیسم می‌زیسته‌اند، به دلیل رویکردشان به فلسفه و سبک زندگی، به‌طور عطف به ماسبق، اگزیستانسیالیست‌های اولیه تلقی شده‌اند.
| نام             | زندگی                             | ملیت         | پیشه                                |
| --------------- | --------------------------------- | ------------ | ----------------------------------- |
| آگوستین         | ۱۳ نوامبر ۳۵۴ – ۲۸ اوت ۴۳۰        | الجزیره      | الهی‌دان                             |
| جاکومو لئوپاردی | ۲۹ ژوئن ۱۷۹۸ درگذشته ۱۴ ژوئن ۱۸۳۷ | ایتالیا      | شاعر، نویسنده، فیلسوف               |
| ملاصدرا         | ۱۵۷۱ – ۱۶۳۶                       | ایران        | فیلسوف                              |
| بلز پاسکال      | ۱۹ ژوئن ۱۶۲۳ – ۱۹ اوت ۱۶۶۲        | فرانسه       | ریاضی‌دان، فیزیک‌دان، فیلسوف، الهی‌دان |
| ژان-ژاک روسو    | ۲۸ ژوئن ۱۷۱۲ – ۲ ژوئیه ۱۷۷۸       | سوییس        | فیلسوف                              |
| سقراط           | ۴۶۹ – ۳۹۹ پیش از میلاد            | یونان        | فیلسوف                              |
| هنری دیوید ثورو | ۱۲ ژوئیه ۱۸۱۷ – ۶ مه ۱۸۶۲         | ایالات متحده | نویسنده، شاعر                       |
| آرتور شوپنهاور  | ۲۲ فوریه ۱۷۸۸ – ۲۱ سپتامبر ۱۸۶۰   | آلمان        | فیلسوف                              |
| ماکس اشتیرنر    | ۲۵ اکتبر ۱۸۰۶–۲۶ ژوئن ۱۸۵۶        | آلمان        | فیلسوف                              |